# Список супругов монархов Шотландии
См. также: Список монархов Британских островов и Шотландии.
В списке приведены супруги правящих монархов Шотландского королевства.

## Морейская династия
| Портрет | Имя               | Отец (дом)                    | Рождение | Брак       | Стала консортом     | Коронация | Перестала быть консортом | Смерть   | Супруг | Прим. |
| ------- | ----------------- | ----------------------------- | -------- | ---------- | ------------------- | --------- | ------------------------ | -------- | ------ | ----- |
|         | Груох Шотландская | Бойде мак Кеннет (Макальпины) | ок. 1015 | после 1032 | ок. 14 августа 1040 | —         | 15 августа 1057          | ок. 1060 | Макбет | [ 1 ] |

## Данкельдская династия(1058—1286)
| Портрет | Имя                      | Отец (дом)                                     | Рождение         | Брак            | Стала консортом | Коронация | Перестала быть консортом | Смерть             | Супруг        | Прим.       |
| ------- | ------------------------ | ---------------------------------------------- | ---------------- | --------------- | --------------- | --------- | ------------------------ | ------------------ | ------------- | ----------- |
|         | Ингеборга Финнсдоттир    | Финн Арнесон                                   | ?                | ?               | 1058?           | —         | 1058/69?                 | 1058/69?           | Малькольм III | [ 2 ]       |
|         | Маргарита Уэссекская     | Эдуард Изгнанник (Уэссекская династия)         | ок. 1045         | 1070            | 1070            | —         | 13 ноября 1093           | 16 ноября 1093     | Малькольм III | [ 3 ]       |
|         | Этельреда Нортумбрийская | Госпатрик, граф Нортумбрии                     | ?                | 1093/94         | 1093/94         | —         | 1094                     | ?                  | Дункан II     | [ 4 ]       |
|         | Сибилла Нормандская      | Генрих I, король Англии (Нормандская династия) | 1092             | 1107            | 1107            | —         | 12/13 июля 1122          | 12/13 июля 1122    | Александр I   | [ 5 ]       |
|         | Мод Нортумбрийская       | Вальтеоф, граф Нортумбрии                      | 1074             | 1113            | апрель/май 1124 | —         | 1130                     | 1130               | Давид I       | [ 6 ] [ 7 ] |
|         | Ирменгарда де Бомон      | Ричард I, виконт де Бомон (Бомоны)             | ок. 1170         | 5 сентября 1186 | 5 сентября 1186 | —         | 4 декабря 1214           | 12 февраля 1233/34 | Вильгельм I   | [ 8 ] [ 9 ] |
|         | Иоанна Английская        | Иоанн, король Англии (Плантагенеты)            | 22 июля 1210     | 21 июня 1221    | 21 июня 1221    | —         | 4 марта 1238             | 4 марта 1238       | Александр II  | [ 10 ]      |
|         | Мария де Куси            | Ангерран III, сеньор де Куси (де Куси)         | ок. 1218         | 15 мая 1239     | 15 мая 1239     | —         | 6 июля 1249              | 1285               | Александр II  | [ 11 ]      |
|         | Маргарита Английская     | Генрих III, король Англии (Плантагенеты)       | 29 сентября 1240 | 26 декабря 1251 | 26 декабря 1251 | —         | 26 февраля 1275          | 26 февраля 1275    | Александр III | [ 12 ]      |
|         | Иоланда де Дрё           | Роберт IV, граф де Дрё (де Дрё)                | ок. 1265         | 15 октября 1285 | 15 октября 1285 | —         | 19 марта 1286            | 2 августа 1322     | Александр III | [ 13 ]      |

## Дом Брюсов(1306—1371)
| Портрет | Имя               | Отец (дом)                                  | Рождение    | Брак            | Стала консортом | Коронация     | Перестала быть консортом | Смерть          | Супруг   | Прим.  |
| ------- | ----------------- | ------------------------------------------- | ----------- | --------------- | --------------- | ------------- | ------------------------ | --------------- | -------- | ------ |
|         | Елизавета де Бург | Ричард де Бург, 2-й граф Ольстер (де Бурги) | ок. 1289    | 1302            | 25 марта 1306   | 27 марта 1306 | 27 октября 1327          | 27 октября 1327 | Роберт I | [ 14 ] |
|         | Джоан Английская  | Эдуард II, король Англии (Плантагенеты)     | 5 июля 1321 | 17 июля 1328    | 7 июня 1329     | ноябрь 1331   | 7 сентября 1362          | 7 сентября 1362 | Давид II | [ 15 ] |
|         | Маргарет Драммонд | Сэр Малькольм Драммонд (Драммонды)          | ок. 1340    | 20 февраля 1364 | 20 февраля 1364 | —             | 20 марта 1369 развод     | 31 января 1375  | Давид II | [ 16 ] |

## Дом Стюартов(1371—1707)

### Прямая ветвь (1371—1542)
| Портрет | Герб | Имя                              | Отец (дом)                                   | Рождение        | Брак           | Стал(а) консортом | Коронация       | Перестал(а) быть консортом  | Смерть            | Супруг(а)  | Прим.         |
| ------- | ---- | -------------------------------- | -------------------------------------------- | --------------- | -------------- | ----------------- | --------------- | --------------------------- | ----------------- | ---------- | ------------- |
|         |      | Ефимия де Росс                   | Хью, граф Росс (Россы)                       | до 1333         | 2 мая 1355     | 22 февраля 1371   | —               | 1386                        | 1386              | Роберт II  | [ 17 ]        |
|         |      | Анабелла Драммонд                | Джон Драммонд, 11-й тан Леннокса (Драммонды) | ок. 1350        | 1367           | 19 апреля 1390    | август 1390     | 1401                        | 1401              | Роберт III | [ 18 ]        |
|         |      | Джоан Бофорт                     | Джон Бофорт, 1-й граф Сомерсет (Бофорты)     | ок. 1404        | 2 февраля 1424 | 2 февраля 1424    | —               | 21 февраля 1437             | 15 июля 1445      | Яков I     | [ 19 ] [ 20 ] |
|         |      | Мария Гелдернская                | Арнольд, герцог Гельдерна (Эгмонты)          | ок. 1434        | 3 июля 1449    | 3 июля 1449       | —               | 3 августа 1460              | 1 декабря 1463    | Яков II    | [ 21 ]        |
|         |      | Маргарита Датская                | Кристиан I, король Дании (Ольденбурги)       | 23 июня 1456    | июль 1469      | июль 1469         | —               | 14 июля 1486                | 14 июля 1486      | Яков III   | [ 22 ]        |
|         |      | Маргарита Английская             | Генрих VII, король Англии (Тюдоры)           | 28 ноября 1489  | 8 августа 1503 | 8 августа 1503    | —               | 9 сентября 1513             | 18 октября 1541   | Яков IV    | [ 23 ]        |
|         |      | Мадлен Французская               | Франциск I, король Франции (Валуа)           | 10 августа 1520 | 1 января 1537  | 1 января 1537     | —               | 7 июля 1537                 | 7 июля 1537       | Яков V     | [ 24 ]        |
|         |      | Мария де Гиз                     | Клод, герцог де Гиз (Гизы)                   | 22 ноября 1515  | 18 мая 1538    | 18 мая 1538       | 22 февраля 1540 | 14 декабря 1542             | 11 июня 1560      | Яков V     | [ 25 ]        |
|         |      | Франциск II, король Франции      | Генрих II, король Франции (Валуа)            | 19 января 1544  | 24 апреля 1558 | 24 апреля 1558    | —               | 5 декабря 1560              | 5 декабря 1560    | Мария I    | [ 26 ]        |
|         |      | Генри Стюарт                     | Мэтью Стюарт, 4-й граф Леннокс (Стюарты)     | 7 декабря 1545  | 29 июля 1565   | 29 июля 1565      | —               | 9/10 февраля 1567           | 9/10 февраля 1567 | Мария I    | [ 27 ]        |
|         |      | Джеймс Хепберн, 4-й граф Ботвелл | Патрик Хепберн, 3-й граф Ботвелл (Хепберны)  | ок. 1534        | 15 мая 1567    | 15 мая 1567       | —               | 24 июля 1567 отречение жены | 14 апреля 1578    | Мария I    | [ 28 ]        |
|         |      | Анна Датская                     | Фредерик II, король Дании (Ольденбурги)      | 12 декабря 1574 | 23 ноября 1589 | 23 ноября 1589    | 17 мая 1590     | 2 марта 1619                | 2 марта 1619      | Яков VI    | [ 29 ]        |
|         |      | Генриетта Мария Французская      | Генрих IV, король Франции (Бурбоны)          | 25 ноября 1609  | 13 июня 1625   | 13 июня 1625      | —               | 30 января 1649 казнь мужа   | 10 сентября 1669  | Карл I     | [ 30 ]        |

### Реставрация Стюартов (1660—1707)
| Портрет | Герб | Имя                   | Отец (дом)                               | Рождение       | Брак             | Стал(а) консортом | Коронация | Перестал(а) быть консортом       | Смерть          | Супруг(а) | Прим.  |
| ------- | ---- | --------------------- | ---------------------------------------- | -------------- | ---------------- | ----------------- | --------- | -------------------------------- | --------------- | --------- | ------ |
|         |      | Екатерина Брагансская | Жуан IV, король Португалии (Браганса)    | 25 ноября 1638 | 21 мая 1662      | 21 мая 1662       | —         | 6 февраля 1685                   | 31 декабря 1705 | Карл II   | [ 31 ] |
|         |      | Мария Моденская       | Альфонсо IV, герцог Модены (Эсте)        | 5 октября 1658 | 30 сентября 1673 | 6 февраля 1685    | —         | 11 декабря 1688                  | 7 мая 1718      | Яков VII  | [ 32 ] |
|         |      | Георг Датский         | Фредерик III, король Дании (Ольденбурги) | 2 апреля 1653  | 28 июля 1683     | 8 марта 1702      | —         | 1 мая 1707 Акт об унии 1707 года | 28 октября 1708 | Анна      | [ 33 ] |

### Претенденты Стюартов (1689—1824)
| Портрет | Имя                        | Отец (дом)                        | Рождение         | Брак                                           | Стала консортом                                | Коронация      | Перестала быть консортом                             | Смерть         | Супруг                                   | Прим.         |
| ------- | -------------------------- | --------------------------------- | ---------------- | ---------------------------------------------- | ---------------------------------------------- | -------------- | ---------------------------------------------------- | -------------- | ---------------------------------------- | ------------- |
|         | Мария Моденская            | Альфонсо IV, герцог Модены (Эсте) | 5 октября 1658   | 30 сентября 1673 (по доверенности)             | 6 февраля 1685 восхождение мужа                | 23 апреля 1685 | 16 сентября 1701 смерть мужа                         | 7 мая 1718     | Яков VII                                 | [ 32 ]        |
|         | Мария Клементина Собеская  | Якуб Людвик Собеский (Собеские)   | 18 июля 1702     | 3 сентября 1719                                | 3 сентября 1719                                | —              | 18 января 1735                                       | 18 января 1735 | Джеймс Стюарт (под именем Яков VIII)     | [ 34 ] [ 35 ] |
|         | Луиза Штольберг-Гедернская | Густав Адольф Штольберг-Гедерн    | 20 сентября 1752 | 28 марта 1772 (по доверенности) 14 апреля 1772 | 28 марта 1772 (по доверенности) 14 апреля 1772 | —              | 3 апреля 1784 расставание 31 января 1788 смерть мужа | 29 января 1824 | Карл Эдуард Стюарт (под именем Карл III) | [ 36 ]        |